# Гелен Гейс
Гелен Гейс (англ. Helen Hayes; 10 жовтня 1900, Вашингтон — 17 березня 1993, Наяк, Нью-Йорк) — американська акторка, разом з подругою Кетрін Корнел носила звання «Перша леді американського театру». Володіє рекордом тривалості строку між присудженням премії «Оскар» — 38 років.

## Біографія та кар'єра
Гелен Гейс Браун (англ. Helen Hayes Brown) народилася в Вашингтоні. Її бабуся і дідусь по материнській лінії були імігрантами з Ірландії та Англії.
Почала акторську кар'єру в ранньому віці. У 1909 році вперше з'явилася на Бродвеї, а через рік дебютувала на великому екрані в одному з німих фільмів. Голлівудська кар'єра почалася після того, як її чоловік, драматург Чарльз Макартур, підписав контракт з однією з кіностудій.
Першим звуковим фільмом за участю акторки стала стрічка «Гріх Мадлон Клоді», за який вона отримала премію «Оскар» в номінації «найкраща акторка». Далі були ролі у фільмах «Прощавай, зброє» (1932), «Біла черниця» (1933) і «Інша мова» (1933). У 1935 році покинула Голлівуд, зосередивши всі сили на кар'єрі в театрі. У наступні десятиліття залишалася однією з найбільш затребуваних акторок Нью-Йорку.
У 1953 році Гейс стала першою лауреаткою «Премії Сари Сайддонс» за роботу в театрах Чикаго. У той же час відбулося її повернення до Голлівуду з ролі в драмі Лео Маккері «Мій син Джон». Наступною успішною роллю в кіно стала вдова імператриця Марія Федорівна в успішній мелодрамі «Анастасія» (1956) з Інгрід Бергман у головній ролі. У 1971 році отримала свого другого «Оскара» за роль пасажирки Ади Куонсетт у фільмі-катастрофі «Аеропорт».
Багато років Гейс боролася з астмою, яка стала причиною кількох госпіталізацій і через яку в 1971 році була змушена завершити 60-річну акторську кар'єру. У 1983 році один з нью-йоркських театрів на Західній 45-й вулиці став іменуватися театром Гелен Гейс. Написала три збірки мемуарів: «Подарунок радості», «В тіні» і «Моє життя в трьох діях».
У середині 1980-х Гейс втілила образ міс Марпл в двох телепостановках CBS — «Міс Марпл в Вест-Індії» (1983) і «Вбивство з дзеркалами» (1985), роль в якій стала останньою в її акторській кар'єрі. У 1990 році була удостоєна Президентської медалі Свободи з рук Рональда Рейгана. Гелен Гейс померла в День Св. Патріка, 17 березня 1993 в 92-річному віці. За свій внесок в кінематограф вона удостоєна зірки на Голлівудській алеї слави.

## Вибрана фільмографія
- 1931 — Ерроусміт / Arrowsmith
- 1931 — Гріх Мадлон Клоде / The Sin of Madelon Claudet
- 1932 — Прощавай, зброє / A Farewell to Arms — Кетрін Барклі
- 1933 — Біла черниця / The White Sister
- 1934 — Що знає кожна жінка / What Every Woman Knows
- 1943 — Сестра його дворецького / Stage Door Canteen
- 1956 — Анастасія / Anastasia — вдова імператриця Марія Федорівна
- 1959 — Третя людина на горі / Third Man on the Mountain
- 1970 — Аеропорт / Airport
- 1974 — Герби знову на ходу / Herbie Rides Again
- 1975 — Зниклий динозавр / One of Our Dinosaurs Is Missing — Хетті
- 1977 — Свічка в черевику (Садиба Кенделшу) / Candleshoe
- 1983 — Карибська таємниця / A Caribbean Mystery — міс Марпл
- 1985 — Вбивство з дзеркалами / Murder with Mirrors — міс Марпл

## Нагороди
«Оскар»
- 1932 — «Найкраща жіноча роль» («Гріх Мадлон Клоді»)
- 1971 — «Найкраща жіноча роль другого плану» («Аеропорт»)